# Луцій Юній Цезенній Пет (консул-суфект 79 року)
Луцій Юній Цезенній Пет (лат. Lucius Iunius Caesennius Paetus; ? — після 94) — державний діяч часів ранньої Римської імперії, консул-суффект 79 року.

## Життєпис
Походив з роду нобілів Цезенніїв. Син Луція Юнія Цезеннія Пета, консула 61 року, та Флавії Сабіни, представниці імператорської династії. Про молоді роки нічого невідомо.
Розпочав службу у війську — у 62 році призначено військовим трибуном до Гнея Доміція Корбулона, потім власного батька, з якими брав участь у війні проти Парфії.
У 69 році під час боротьби за владу був серед прихильників Веспасіана. Цим завдячує швидкій кар'єрі. Вже у 70 році був легатом при батькові, якого було призначено проконсулом до провінції Сирія. Ймовірно у 72 році повернувся до Риму.
У 79 році став консулом-суффектом разом з Публієм Кальвізієм Рузоном. У 93—94 роках як проконсул керував провінцією Азія. Подальша доля невідома.

## Родина
- Луцій Юній Цезенній Пет
- Луцій Цезенній Соспет, консул-суффект 114 року